# Ingvar Granhall
Karl Ingvar Elias Granhall, född 10 april 1906 i Döderhults socken, död 24 oktober 1983 i Gränna, var en svensk växtförädlare och ärftlighetsforskare.
Ingvar Granhall var son till lantbrukaren Karl Enoch Johansson. Han avlade studentexamen i Jönköping 1925, blev filosofie kandidat vid Lunds universitet 1930, utexaminerades från Ultuna lantbruksinstitut 1932 och blev 1937 filosofie licentiat och 1943 filosofie doktor vid Lunds universitet. Granhall var assistent vid Sveriges utsädesförening i Svalöv 1932–1937, blev där ledare för förädlingsarbetena med lin 1938 och var från 1939 föreståndare för rotfrukts- och linavdelningen, från 1940 även föreståndare för linlaboratoriet och från 1943 ledare för kornförädlingen. Han blev 1940 sakkunnig i Statens linnämnd. För studier i försöksteknik och växtodling gjorde han resor till Storbritannien, Östersjöländerna och mellaneuropeiska länder. Granhall har utgett ett flertal större och mindre arbeten i ärftlighets-, växtförädlings- och växtodlingsfrågor. Särskilt märks en lönande spannmålsodling (1935, tillsammans med Å. Åkerman), Swedish contributions to the development of plant breeding (1938, tillsammans med Å. Åkerman, A. Müntzing med flera), Studier över svensk lanthavre (1938), Odling av olje- och spånadsväxter (1940, tillsammans med G. Andersson), Genetical and physiological studies in interspecific wheat crosses (1943, doktorsavhandling) och Spånadsväxtodling (1944).